# Simon Woods
Simon Woods, brittisk skådespelare mest känd som Mr. Bingley i Stolthet & fördom.

## Filmografi
- 2003 Cambridge spies (TV-serie)
- 2004 Avsnittet "Enemy Fire" i Foyle's War (TV-serie)
- 2005 Stolthet & fördom
- 2005 Elisabeth I (TV-serie)
- 2006 Penelope
- 2007 Rome (TV-serie)